# The Gates (Fernsehserie)
The Gates war eine US-amerikanische Fernsehserie, die am 20. Juni 2010 erstmals auf dem amerikanischen Sender ABC gezeigt wurde.
Im Oktober 2010 wurde bekannt gegeben, dass es keine zweite Staffel von The Gates geben wird.

## Handlung
Nick Monahan und seine Familie zieht von Chicago in den kleinen Ort „The Gates“, in der er eine Position als Polizeichef erhält. Dort merken sie schnell, dass sich hinter der beschaulichen Fassade der Gemeinde furchtbare Geheimnisse verstecken ...

## Besetzung

### Hauptdarsteller
- Frank Grillo als Nick Monohan: The Gates neuer Polizeichef, Sarahs Ehemann
- Marisol Nichols als Sarah Monohan: Nicks Ehefrau
- Travis Caldwell als Charlie Monohan. Nicks und Sarahs Sohn
- McKaley Miller als Dana Monohan: Nicks und Sarahs Tochter
- Luke Mably als Dylan Radcliff: Ein Vampir und Claires Ehemann
- Rhona Mitra als Claire Radcliff: Ein Vampir und Dylans Ehefrau
- Chandra West als Devon: Eine Hexe und die Antagonistin der Serie
- Skyler Samuels als Andie Bates: Ein Dämon (Succubus)
- Colton Haynes als Brett Crezski: Footballspieler und ein Werwolf
- Justin Miles als Marcus Jordan: Polizist in The Gates.
- Janina Gavankar als Leigh Turner: Polizistin in The Gates, die ein Geheimnis hütet.
- Victoria Platt als Peg Mueller: Eine Hexe und Devons ehemalige Lehrerin

### Nebendarsteller
- Andrea Powell als Karen Crezski: Bretts Mutter und ein Werwolf
- Paul Blackthorne als Christian Harper
- Roger R. Cross als Coach Ross
- Rachel DiPillo als Lexie
- Georgia Cole als Emily Radcliff: Dylans und Claires Adoptivtochter
- Shannon Lucio als Teresa

## Ausstrahlung
Die Serie startete am 20. Juni 2010 und erreichte 4,64 Millionen Zuschauer. Die Serie endete am 19. September 2010 mit 2,84 Millionen Zuschauern.

## Episoden
| Nummer | Originaltitel      | Deutscher Titel | Erstausstrahlung (ABC) | Deutschsprachige Erstausstrahlung |
| 01     | Pilot              |                 | 20. Juni 2010          |                                   |
| 02     | What Lies Beneath  |                 | 27. Juni 2010          |                                   |
| 03     | Breach             |                 | 11. Juli 2010          |                                   |
| 04     | The Monster Within |                 | 18. Juli 2010          |                                   |
| 05     | Repercussions      |                 | 25. Juli 2010          |                                   |
| 06     | Jurisdiction       |                 | 1. August 2010         |                                   |
| 07     | Digging the Dirt   |                 | 8. August 2010         |                                   |
| 08     | Dog Eat Dog        |                 | 15. August 2010        |                                   |
| 09     | Identity Crisis    |                 | 22. August 2010        |                                   |
| 10     | Little Girl Lost   |                 | 5. September 2010      |                                   |
| 11     | Surfacing          |                 | 12. September 2010     |                                   |
| 12     | Bad Moon Rising    |                 | 19. September 2010     |                                   |
| 13     | Moving Day         |                 | 19. September 2010     |                                   |

## Produktion
Im Januar 2009 wurde eine Pilotfolge für das TV-Jahr 2009/2010 in Auftrag gegeben, jedoch wurde keine Folge gedreht. Erst im Januar 2010 begangen die Castings. Anfang Februar wurde Frank Grillo für die Hauptrolle gecastet. Im folgten Luke Mably, Janina Gavankar und Chandra West. Ende März wurde der Cast um Marisol Nichols, Rhona Mitra,  Victoria Platt, Skyler Samuels und Newcomer Justin Miles vervollständigten die Hauptbesetzung.
Paul Blackthorne wurde für eine Nebenrolle gecastet.
Die Dreharbeiten fanden in Shreveport, Louisiana vom 29. März 2010 bis August 2010.
Im Oktober wurde bekannt, dass die Serie keine zweite Staffel erhalten wird. Als Grund wurden die niedrigen Einschaltquoten genannt.